# Daniele Gatti

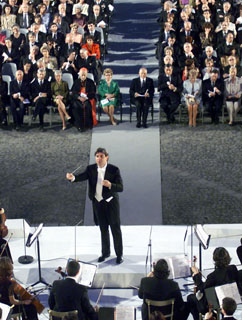
Daniele Gatti tijdens concert van het Orchestra Giovanile Italiana in het Palazzo del Quirinale, 6 februari 2000

Daniele Gatti (Milaan, 6 november 1961) is een Italiaanse dirigent. Van 2016 tot 2018 was hij chef-dirigent van het Koninklijk Concertgebouworkest in Amsterdam. 

## Muzikale loopbaan

### Vroege carrière
Daniele Gatti studeerde piano, viool, compositie en orkestdirectie aan het conservatorium van Milaan. Hij kon al vroeg werken in de belangrijkste operatheaters: als 27-jarige debuteerde hij aan de Scala van Milaan, vervolgens dirigeerde hij in het Teatro La Fenice in Venetië, het Teatro Comunale di Bologna, de Staatsoper Unter den Linden in Berlijn en de Metropolitan Opera in New York. In 1989 en 1990 leidde hij in Carnegie Hall in laatstgenoemde stad het American Symphony Orchestra. Hij was vanaf 1992 chef-dirigent van het Orchestra dell'Accademia Nazionale di Santa Cecilia in Rome.

### Royal Philharmonic Orchestra
In 1994 had Gatti zijn eerste gastdirectie bij het Royal Philharmonic Orchestra (RPO) in Londen, waar hem meteen de post van chef-dirigent werd aangeboden, die hij in 1996 accepteerde. In 1997 werd hij ook dirigent van het orkest van de opera van Bologna.
Gatti wordt beschouwd als degene die het RPO naar het niveau van de wereldtop heeft gebracht. Hij zorgde ook voor de eerste vaste zaal voor kleiner bezette werken voor het orkest in de Cadogan Hall in 2004. In april 2007 was Gatti een van de acht dirigenten van Britse orkesten die het manifest Building on Excellence: Orchestras for the 21st Century ondersteunden. Dit was een soort tienjarenplan om de aanwezigheid van de klassieke muziek in het Verenigd Koninkrijk te vergroten, onder andere door schoolkinderen gratis toegang te geven tot concerten. Gatti leidde het RPO op tournees, opnames en op concerten van de jaarlijkse BBC Proms. Op het label RCA Red Seal nam hij werken op van Mahler, Bartók, Prokofjev en Respighi. Hij nam voor het label Harmonia Mundi een cyclus op van de complete symfonieën van Tsjaikovski met het RPO. In 2009 volgde Charles Dutoit hem op als chef-dirigent van het RPO, waarna Gatti de titel van conductor laureate kreeg.

### Opera
Gatti was ook eerste gastdirigent van het Royal Opera House op Covent Garden. Bij de Weense Staatsopera dirigeerde hij producties van Verdi's Simon Boccanegra en Otello, Schönbergs Moses und Aron en Moessorgski's Boris Godoenov. In 2005 werd Gatti samen met Zubin Mehta, Christian Thielemann en Franz Welser-Möst uitgenodigd om een concert te dirigeren ter viering van de 50e verjaardag van de heropening en renovatie van de Weense Staatsopera in 1955.
Gatti leidt regelmatig de Wiener Philharmoniker, zowel in Wenen als tijdens de Salzburger Festspiele (Elektra 2010, La bohème 2012, Die Meistersinger von Nürnberg 2013, Il trovatore 2014) en op tournee. Zijn debuut bij de Bayreuther Festspiele maakte hij in de productie van Stefan Herheim van Parsifal in 2008. Verder leidt hij regelmatig de Staatskapelle Dresden, de Münchner Philharmoniker, de New York Philharmonic, het Boston Symphony Orchestra en het Chicago Symphony Orchestra. Met het orkest van het Teatro alla Scala leidde hij concerten zowel in Milaan als op buitenlandse tournees.
In september 2008 werd Gatti dirigent van het Orchestre National de France als opvolger van Kurt Masur. Daarnaast was hij van 2009 tot 2012 chef van het Opernhaus Zürich. In 2016 werd hij ook artistic advisor van het Mahler Chamber Orchestra.

### Koninklijk Concertgebouworkest
Op 3 oktober 2014 werd zijn benoeming bekendgemaakt tot chef-dirigent van het Koninklijk Concertgebouworkest met ingang van het seizoen 2016-2017, als opvolger van Mariss Jansons. Hij had al vanaf 2004 regelmatig gastdirecties vervuld bij het Amsterdamse orkest.
In de zomer van 2018 maakte het KCO bekend de samenwerking met Gatti te beëindigen in verband met "een onherstelbare beschadiging van het vertrouwen tussen het orkest en de chef-dirigent". Aanleiding waren nieuwe meldingen van orkestleden van het KCO na een publicatie van The Washington Post waarin Gatti werd beschuldigd van ongepast gedrag in 1996 en 2000. Gatti bestreed de beschuldigingen en gaf te kennen dat hij overwoog juridische stappen te nemen om zijn reputatie te beschermen. Tussen het KCO en Gatti werd in april 2019 een schikking getroffen, die onder meer inhield dat een aantal cd-opnamen die hij met het orkest had gemaakt, alsnog op het eigen platenlabel RCO Live werden uitgebracht.

### Verdere carrière
Directies van andere symfonieorkesten en operahuizen stelden onderzoeken in naar aanleiding van de ophef in Amsterdam, maar zagen geen reden de lopende afspraken met Gatti te herzien. In december 2018 werd Gatti's benoeming bekendgemaakt tot directeur van het Teatro dell'Opera di Roma in Rome met onmiddellijke ingang, voor een periode van voorlopig twee jaar.
In juni 2022 maakte de Staatskapelle Dresden Gatti's benoeming bekend tot chef-dirigent met ingang van het seizoen 2024-2025.

## Prijzen en onderscheidingen
Gatti is lid (accademico) van de Accademia Nazionale di Santa Cecilia. In 2005 ontving hij de Abbiati-prijs van de Italiaanse muziekrecensenten. De Italiaanse president Carlo Azeglio Ciampi kende hem in 2006 een hoge onderscheiding toe.